# شانتال استراسر
شانتال استراسر (به انگلیسی: Chantal Strasser) (زادهٔ ۲۱ مارس ۱۹۷۸) شناگر اهل سوئیس است.